# Vampiro: el requiem
Vampiro: el requiem es un juego de rol publicado en Estados Unidos por la editorial White Wolf y ambientado en el universo de ficción creado por la misma, llamado Mundo de Tinieblas. Es el sucesor ideológico de Vampiro: la mascarada y aunque es un juego completamente nuevo continúa usando algunos elementos, clanes o disciplinas de su predecesor. Fue publicado en agosto de 2004 junto con el libro de reglas básicas del Mundo de Tinieblas. El título del juego es una metáfora de cómo los vampiros en el juego ven su existencia.

## Clanes
En la ficción del juego los vampiros pueden provenir de cinco «clanes» distintos que marcarán su naturaleza durante su «requiem», a saber:
- Daeva: Vampiros sensuales y hedonistas que manipulan con su imponente presencia y su impactante atractivo a víctimas y aliados.
- Gangrel: Vampiros salvajes y poderosos que se enorgullecen de su capacidad como guerreros así como cambiaformas y chamanes.
- Mekhet: Reclusivos, sabios y sumamente inteligentes que se precian de comerciar secretos y aprender a descubrir los poderes de la mente.
- Nosferatu: Vampiros monstruosos que transforman el valor en miedo y destruyen todo rastro de belleza que haya quedado sobre sí mismos. Son poderosos guerreros y sabios respetables a pesar de su condición de parias.
- Ventrue: Vampiros aristocráticos y elitistas que se precian de dominar a cualquier otra criatura que no les ayude a alcanzar su deseo de poder.

En el seno de cada clan hay también muchas «subclases» llamadas líneas de sangre.

## Alianzas
Hay cinco alianzas en Vampiro: el requiem, que reflejan los intereses comunes entre los vampiros, ya sean políticos, religiosos o filosóficos. El clan es como la "raza" para los mortales, mientras que la alianza es su círculo social.
Las Alianzas son:
- Invictus: Aristócratas, banqueros, reyes. Quieren tener el control de todo, no sólo del dinero sino de las influencias y las nuevas formas de poder que surgen en nuestros días. A veces los vástagos más jóvenes aguantan los caprichos de los Antiguos solo para tenerlos cerca e intentar apuñalarlos por la espalda más fácilmente.
- Lancea Sanctum: Devotos religiosos, Vampiros píos que siguen las enseñanzas de Longinos, el centurión romano que tras beber la sangre de Jesucristo fue transformado en Vampiro por Dios. Estos creen que su existencia es un regalo de Dios para hacer ver a los humanos como los monstruos que son, y cuales son las consecuencias de desviarse del recto camino.
- Círculo de la Bruja: Alianza formada principalmente por Vástagos femeninos. Veneran a deidades femeninas como matricarca de los vampiros, Véase Lilith, Hécate, etc. Suelen dedicarse a rituales de sacrificios humanos o animales por lo que se les considera herejes y paganos dentro de la comunidad vampírica.
- Ordo Dracul: Encerrados en sus castillos y mausoleos, la Ordo Dracul, fundada por Vlad Tepes, más conocido como Drácula, dedica su existencia a trascender su estado vampirico mediante el conocimiento y la experimentación.
- Movimiento Cartiano: Vástagos descontentos del sistema político vampirico, mantienen que el príncipe y su feudo es un concepto anticuado y suelen buscar nuevas formas de gobierno en sus ciudades. Son claramente los que más cerca están del estilo de vida humano.
- No alineados: Vampiros que no encuentran de su gusto ninguna de las alianzas antes citadas, o simplemente no quieren que nadie les de órdenes.

## Sistema de juego
Vampire: The Requiem utiliza el sistema de juego original de White Wolf, el así llamado Sistema Narrativo.

## Traducciones al castellano
Vampiro: el requiem fue traducido al castellano en diciembre de 2004 por la editorial madrileña La Factoría de Ideas.